# Vĩnh An (Đồng Nai)
Vĩnh An is de hoofdplaats van het Vietnamees district Vĩnh Cửu, een van de districten van de provincie Đồng Nai. Vĩnh An ligt aan de zuidoever van het Hồ Trị An, een stuwmeer in Đồng Nai.